# Il mio nemico invisibile
Il mio nemico invisibile è un singolo del cantautore italiano Daniele Silvestri, pubblicato il 22 maggio 2020.

## Descrizione
Il brano ha visto la collaborazione del rapper italiano Rancore, con il quale Silvestri ha collaborato in precedenza al singolo del 2019 Argentovivo, presentato al Festival di Sanremo 2019, ed è un mash-up tra Il mio nemico di Silvestri e Invisibile e Non esistono di Rancore e DJ Myke, mentre la base è un campionamento di Alturas degli Inti Illimani.

## Video musicale
Il video è stato reso disponibile il 3 giugno 2020 attraverso il canale YouTube del cantante.

## Tracce
Download digitale
1. Il mio nemico invisibile (feat. Rancore) – 4:17

10"
- Lato A

1. Il mio nemico invisibile (feat. Rancore) – 4:17

- Lato B

1. Blitz gerontoiatrico + Sogno-B (Live Suite dalle prove aperte del 7/10/2019 a Officina Pasolini, Roma)